# ذي زبد سبيح

تعديل مصدري - تعديل

ذي زبد سبيح هي إحدى قرى عزلة سباح بمديرية سباح التابعة لمحافظة أبين، بلغ تعداد سكانها 54 نسمة حسب تعداد اليمن لعام 2004م.